# Factor primer
Dins la teoria dels nombres, els factors primers d'un nombre enter positiu són els nombres primers que divideixen de forma exacta aquest enter, amb residu nul.
El procés de trobar els factors primers rep el nom de factorització entera. La factorització entera és única, llevat de l'ordre dels factors i la multiplicitat de les unitats positiva i negativa (1 i -1).